# Arbeiterhochschule
Die Arbeiterhochschule in Wien war eine Bildungseinrichtung der Sozialdemokratischen Arbeiterpartei Deutschösterreichs und der Freien Gewerkschaften während der Zwischenkriegszeit.
Die Arbeiterhochschule wurde 1926 im sogenannten Maria-Theresien-Schlössel in der Sickenberggasse in Wien-Döbling eingerichtet. Das historische Gebäude, auch als Sickenberg-Schlösschen oder Nußdorfer-Schlösschen bekannt, wurde als Parteihochschule etabliert. Schulleiter war Josef Luitpold Stern. Als Vortragende fungierten unter anderem Friedrich Adler, Max Adler, Helene Bauer, Otto Bauer, Robert Danneberg, Julius Deutsch, Matthias Eldersch, Alexander Eifler, Arnold Eisler, Richard Fränkel, Otto Neurath, Edmund Palla, Oscar Pollak, Karl Renner, Adolf Schärf und Max Winter.
In den schulfreien Monaten konnte das Gebäude von befreundeten Bildungseinrichtungen wie zum Beispiel dem Arbeitersängerbund genutzt werden. Es gab auch einen vierwöchigen Spezialkurs für Funktionärinnen der Frauenorganisation. Aufgrund des Ausbruchs der Weltwirtschaftskrise musste die Arbeiterhochschule bereits 1930 aus finanziellen Gründen geschlossen werden.
Zu den Absolventen der Arbeiterhochschule gehörten der spätere Wiener Bürgermeister und Bundespräsident Franz Jonas, die spätere Frauenvorsitzende Rosa Jochmann, die spätere Stadträtin Maria Jacobi und der spätere Minister und Gewerkschaftschef Karl Maisel.
Das Schlösschen wurde vom NS-Regime und später von der KPÖ genutzt. Es wurde 1960 wegen „Gebäudeschäden“ abgerissen.